# 天與地 (黃貫中歌曲)
《天與地》是香港電視廣播有限公司同名時裝電視劇的主題曲，由香港歌手黃貫中負責作曲、填詞、編曲、製作和主唱，是一首粵語搖滾曲。這曲雖未取得如同劇片尾曲《年少無知》般的成功，但也得到不少的好評。

## 製作過程
《天與地》這劇是以搖滾樂作為故事背景，因此劇集監製戚其義找來黃貫中唱主題曲。另一方面，由於該劇早於2010年1月煞科，卻因題材敏感的關係，使無綫電視高層把此劇延至翌年11月才首播，黃貫中因而在2010年時已開始構思其主題曲。
黃貫中在訪問中表示他在創作前先讀了整個劇本，已漸漸醞釀出旋律和歌詞，再把深刻的對白和場情記下，然後拿著結他彈奏，就完成了這曲，先後只用了3個小時。

## 音樂錄像
黃貫中並沒有參與音樂錄像（MV）的演出，取而代的是劇情的剪接，包括如宋以朗和翁卓桐的婚禮、年青家明等人的生活片段、劉俊雄等人在酒吧門外搬開私家車和鄭振軒於雪山上殺人等。

## 排行榜及評價
| 2011年－2012年（跨年上榜） | 17 | - | 4 | - |

這曲於2011年尾派台，一度進佔新城電台997的第4位，並在叱咤903上榜一星期及排在第17位，儘管此作品並未如片段曲《年少無知》般的成功，也沒有取得獎項，但卻取得不少的好評，樂評人月巴氏在其專欄中指出「這才是主題曲」:「當劇組能選來這麼一首主題曲和片尾曲，劇集質素也應該有個保證」。